# (2554) Skiff
(2554) Skiff es un asteroide perteneciente al cinturón de asteroides, descubierto el 17 de julio de 1980 por Edward Bowell desde la Estación Anderson Mesa (condado de Coconino, cerca de Flagstaff, Arizona, Estados Unidos).

## Designación y nombre
Designado provisionalmente como 1980 OB. Fue nombrado Skiff en honor al astrónomo estadounidense Brian A. Skiff.